# Just Like Heaven
«Just Like Heaven» es el decimoséptimo sencillo de la banda británica de rock alternativo The Cure. El grupo escribió gran parte de la canción durante las sesiones de grabación en el sur de Francia en 1987. La letra fue escrita por el líder de la banda, Robert Smith, quien se inspiró en un viaje pasado a la orilla del mar con su futura esposa. Antes de que Smith completara la letra, una versión instrumental de la canción fue usada como tema para el programa de televisión francés Les Enfants du Rock.
«Just Like Heaven» fue el tercer sencillo lanzado por la banda para su álbum de 1987, Kiss Me, Kiss Me, Kiss Me, mientras que los recuerdos del pasado viaje de Smith, fueron la base del video musical de la canción. La canción se convirtió en el primer éxito de The Cure en Estados Unidos y en 1988 alcanzó el número 40 en las listas de Billboard. Smith ha dicho que considera a «Just Like Heaven» uno de los temas con mayor potencia de la banda.

## Antecedentes y grabación

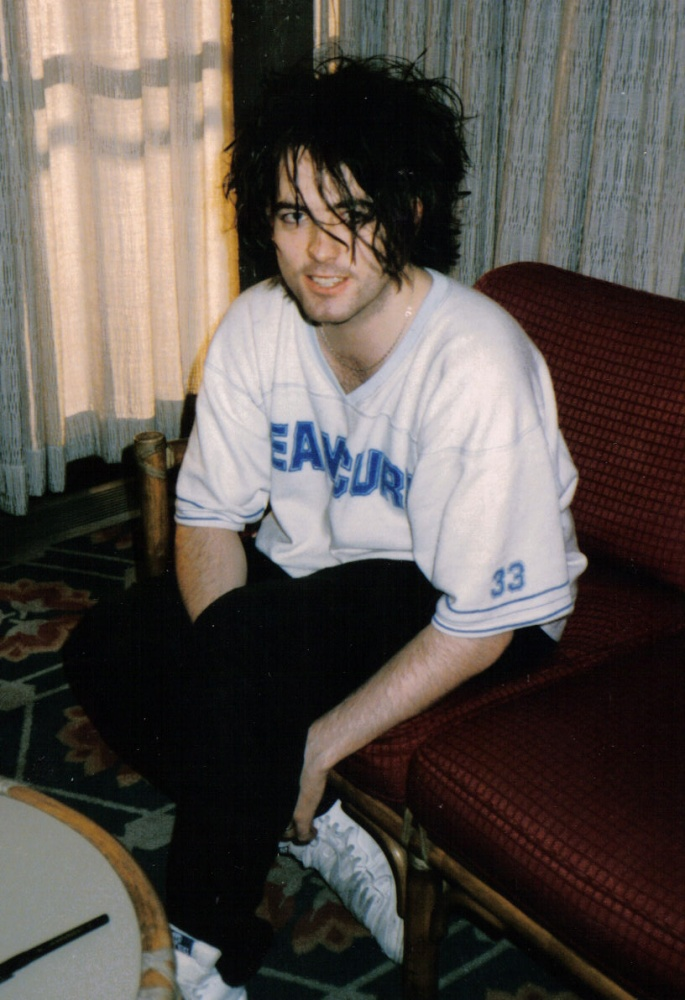
Robert Smith, líder de The Cure, fue el letrista de la canción.

Con el fin de crear material para el álbum Kiss Me, Kiss Me, Kiss Me, Robert Smith se vio obligado a escribir música por quince días de cada mes. Durante este lapso, desarrolló los acordes y la melodía de «Just Like Heaven». Estructuralmente, Smith encontró cierta similitud con la canción «Another Girl, Another Planet», un éxito de The Only Ones. Al traer un demo instrumental de la canción a las sesiones de grabación del álbum al sur de Francia, el batería de The Cure, Boris Williams, aumentó el ritmo y añadió la apertura de batería, lo que inspiró a Smith a introducir cada instrumento de una manera singular y en secuencia.
Cuando el programa de televisión Les Enfants du Rock preguntó a The Cure si podían proporcionarles una canción, Smith ofreció la versión instrumental. Como él mismo explicó, «la música sería familiar para millones de europeos, incluso antes de su publicación». Completó la letra cuando el grupo se trasladó a los Estudios Miraval, situados en la Provenza-Alpes-Côte d'Azur. La banda completó la canción rápidamente y, desde ese momento, Smith la consideró como un sencillo de gran potencial entre todas las canciones que la banda había grabado durante su estadía de dos semanas en Miraval.

## Composición musical y letra
«Just Like Heaven» está escrito en la tonalidad de la mayor, y consiste de una progresión armónica A-E-Bm-D que se repite en toda la canción, excepto durante el estribillo, donde la banda toca una progresión F♯m-G-D. La parte central de la canción está formada a partir de un riff de guitarra descendente que aparece entre los versos de la canción y en algunas partes del puente y el último verso. Esta línea de guitarra contrasta con la «borrosa mezcla» de las guitarras rítmicas. Los teclados también predominan en la canción, y una especie piano es ejecutado durante la segunda estrofa y el puente.
Según Smith, «La canción es acerca de la hiperventilación —besar y caer al suelo». La letra fue inspirada por un viaje con su entonces novia (y más tarde esposa) Mary Poole a Cabo Beachy, en el sur de Inglaterra. Smith dijo que la primera línea de la canción («Show me, show me, show me how you do that trick» [«Muéstrame cómo haces ese truco»]) se refiere a sus recuerdos de la infancia sobre dominar los trucos de magia, pero agregó que «en otro [nivel], se trata de un truco de seducción, algo posterior en mi vida».

## Recepción
«Just Like Heaven» fue el tercer sencillo extraído del álbum Kiss Me, Kiss Me, Kiss Me. La revisión del Melody Maker sobre el sencillo fue en cierta manera indecisa; el escritor David Stubbs lo describió como «atractivo, oscilante, algo exigente» e «intachable», pero agregó: «[la canción] me vuelve la cara verde, como si hubiera consumido demasiadas trufas». Fue el undécimo top 40 de The Cure en el Reino Unido, y se mantuvo en las listas durante cinco semanas entre octubre y noviembre de 1987, alcanzando como máximo el número 29. En los Estados Unidos, «Just Like Heaven» se convirtió en su primer top 40 cuando en enero de 1988 alcanzó el número 40 en el Billboard Hot 100 durante una semana.
Stephen Thomas Erlewine de Allmusic dijo que «la majestuosa «Just Like Heaven» [...] es extraordinaria y ayuda a que el álbum [Kiss Me, Kiss Me, Kiss Me] sea uno de los mejores del grupo». Ned Raggett, también de Allmusic, escribió que la canción era «al instante memorable, [y] destellante con una energía en bruto [...] es un escaparate perfecto del oído de Robert Smith para los temas melancólicos y románticos. Su línea principal de guitarra, una melodía descendente, las suaves campanadas, contrastan a la perfección con la mezcla borrosa de la guitarra rítmica, mientras que el fuerte sonido del bajo de Simon Gallup y Boris Williams y la inmediata batería hacen una gran introducción a la pista». Robert Christgau considera a «Just Like Heaven» un punto culminante de Kiss Me, Kiss Me, Kiss Me, alegando que los «caprichos románticos [de Smith] tienen potencial universal». Barry Walsh, de la revista Salnt, dijo que The Cure «... está en la parte superior de la partida [...] en la simplemente estelar «Just Like Heaven». Las brillantes guitarras descendentes, la punzante línea del bajo de Gallup, y los autoritarios golpes de Williams, contrastan con una letra típica de amor de Smith, teniendo como resultado final uno de los mejores sencillos de The Cure, y quizás uno de los mejores sencillos pop de finales de los años 1980».
A pesar de que sencillos posteriores como "Lovesong" y "Friday I'm in Love" alcanzaron puestos más altos en las listas de éxitos, «Just Like Heaven» fue un avance importante para la banda en los Estados Unidos y ha sido descrita como «en términos norteamericanos, al menos, la única canción de The Cure que al parecer todas las personas conocen». La canción fue utilizada e inspiró el nombre de la película de 2005 Just Like Heaven. La canción también apareció en la película de 2001 Gypsy 83. En 2004 la revista Rolling Stone la colocó en el número 483 en su lista de las «500 mejores canciones de todos los tiempos». En 2005 la revista Entertainment Weekly colocó a «Just Like Heaven» en el número 25 en su lista de «Las 50 mejores canciones de amor», diciendo: «Resulta que los chicos que usan delineador negro de ojos pueden ser felices». Al año siguiente, la canción ocupó el lugar 22 en la lista de VH1 de las «100 mejores canciones de los años 1980».
Robert Smith dijo que considera a «Just Like Heaven» uno de los mejores trabajos de la banda y la llamó «la mejor canción pop que The Cure haya hecho». Varios músicos de alto nivel han expresado su reconocimiento por la canción. El músico Ben Folds dijo a Blender: «todo en ella -la letra, la música- es el estatus del arte. Es tan buena como parece. Cada vez que la oigo en la radio o en una cinta, saltó como un loco». J Mascis dijo que el afecto de su banda Dinosaur Jr. por la canción inspiró para grabar una versión que se publicó en 1989.  El 16 de julio de 2006 «Just Like Heaven» fue utilizada como «despertador» para la tripulación del Transbordador espacial Discovery en su vuelo STS-121 a petición de la familia del astronauta Piers Sellers; Sellers dijo al Centro de Control de la Misión que la canción le recordaba a «la libertad, feliz, bebiendo cerveza en mis años de juventud».

## Video musical
El video musical de «Just Like Heaven» fue dirigido por Tim Pope, que había dirigido todos los videos anteriores de la banda desde 1982. Fue filmado en los Pinewood Studios en Inglaterra en octubre de 1987. Situado sobre un acantilado con vista a un mar, el video recrea muchos de los recuerdos detallados en las letras de la canción. Cuando un fanzine preguntó a Smith sobre que trataba la canción, él dijo que se inspiró en «algo que me pasó hace mucho tiempo —¡ve el video!». Mientras que Smith había afirmado durante años que el video fue filmado en el mismo lugar que inspiró la canción, más tarde admitió que la mayor parte fue filmado en un estudio, utilizando el material del video de la banda "Close to Me" de 1985.
Durante el solo de piano de la canción, el cielo se vuelve nocturno y la banda se muestra vestida con camisas blancas. Mary Poole aparece en esta secuencia como una mujer vestida de blanco bailando con Smith. Como Smith explicó: «Mary baila conmigo en el video porque ella era la chica [de la canción], por lo que tenía que ser ella». Pope comentó después: «[Poole] honestamente puede presumir ser la única mujer que aparece en cualquier video de The Cure».

## Lista de canciones
| Sencillo de 7" (Reino Unido) 1. «Just Like Heaven» (edición mezclada) - 3:17 2. «Snow in Summer» - 3:26 Sencillo de 12" (Reino Unido) 1. «Just Like Heaven» - 3:29 2. «Snow in Summer» - 3:26 3. «Sugar Girl» - 3:14 | Sencillo de 7" (Estados Unidos) 1. «Just Like Heaven» (edición mezclada) - 3:17 2. «Breathe» - 4:47 Sencillo de 12" (Estados Unidos) 1. «Just Like Heaven» - 3:29 2. «Breathe» - 4:47 3. «A Chain of Flowers» - 4:55 |

## Posicionamiento en listas
| Lista (1987-1988)                     | Máxima posición |
| ------------------------------------- | --------------- |
| Australia (Kent Music Report)         | 89              |
| España (AFYVE)                        | 25              |
| Estados Unidos (Billboard Hot 100)    | 40              |
| Estados Unidos (Hot Dance Club Songs) | 28              |
| Estados Unidos (Dance Singles Sales)  | 27              |
| Francia (SNEP)                        | 33              |
| Irlanda (IRMA)                        | 15              |
| Nueva Zelanda (Recorded Music NZ)     | 31              |
| Países Bajos (Mega Single Top 100)    | 82              |
| Reino Unido (UK Singles Chart)        | 29              |

## Créditos
| Músicos - Robert Smith — voces y guitarra electroacústica de 12 cuerdas - Simon Gallup — bajo - Porl Thompson — guitarra eléctrica - Boris Williams — batería - Laurence Tolhurst — sintetizador y sampler Escritores - Smith/Gallup/Tolhurst/Thompson/Williams | Masterizado por - Arun Chakraverty Producido por - David M. Allen - Robert Smith Publicado por - APB Music Co. Ltd. / Fiction Records (1987) Diseño de portada - Parched Art |

## Versiones de otros artistas
Un número notable de versiones de «Just Like Heaven» han sido lanzadas, incluyendo grabaciones en español, francés y alemán. Katie Melua grabó una versión para la película de 2005 Just Like Heaven, que también apareció en su álbum Piece by Piece, publicado el mismo año. En el Reino Unido fue lanzada como un sencillo doble lado A junto con "I Cried for You" a finales de 2005, y en los Estados Unidos se convirtió en un éxito menor en la radio Adult contemporary en 2006.
La versión favorita de Robert Smith fue la grabada por la banda de rock alternativo Dinosaur Jr., que fue lanzada como sencillo en el Reino Unido en 1989 (y 1990 en los Estados Unidos). La versión de Dinosaur Jr. tiene un tempo más rápido y los escaparates de sonido son más fuertes y pesados. El líder de la banda J Mascis explicó: «La grabamos para un álbum recopilatorio, pero cuando la terminamos nos gustó tanto que no queríamos incluirla». Smith dijo: «J. Mascis me envió un casete, y fue tan apasionante. Fue fantástico. Yo nunca he tenido una reacción semejante ante una versión anterior o posterior», e incluso dijo que la versión ha «influido en la forma de como la interpretamos en vivo». La versión de Dinosaur Jr. también aparece en la reedición en CD de 2005 de su álbum de 1987 You're Living All Over Me.